# Ярезьке міське поселення
Яре́зьке міське поселення (рос. Ярежское сельское поселение) — муніципальне утворення у складі Ухтинського міського округу Республіки Комі, Росія. Адміністративний центр — селище міського типу Ярега.

## Населення
Населення — 8716 осіб (2010; 9411 у 2002, 10863 у 1989).

## Склад
До складу поселення входять такі населені пункти:
| Населений пункт             | Населення, осіб (1989) | Населення, осіб (2002) | Населення, осіб (2010) |
| --------------------------- | ---------------------- | ---------------------- | ---------------------- |
| Нижній Доманік, селище      | -                      | 821                    | 910                    |
| Первомайський, селище       | -                      | 78                     | -                      |
| Ярега, селище міського типу | 10863                  | 8512                   | 7806                   |